# Tánaiste
El Tánaiste (pronunciació irlandesa: [ˈt̪ˠaːnəʃtʲə]) és el vice-primer ministre de la República d'Irlanda, el segon ministre de major rang del Govern d'Irlanda. El Tánaiste és nomenat pel President d'Irlanda amb l'assessorament del Taoiseach.

## Descripció

### Origen i etimologia
Tánaiste va ser originalment una paraula en gaèlic irlandès per a deseignar l'hereu del cap (Taoiseach) o rei (rí), en el marc del sistema gaèlic de tanistry. Abans de la independència, els virreis britànics a vegades rebien el nom irlandès An Tánaiste-Rí, literalment, el vice-rei.

### Càrrec actual
El càrrec actual va ser creat per la Constitució d'Irlanda de 1937, en substitució de l'anterior oficina de vicepresident del Consell Executiu que havia existit amb la Constitució de l'Estat Lliure d'Irlanda.
El Taoiseach nomena un membre del Dáil Éireann, qui també serà membre del govern. El candidat rep llavors el segell del president d'Irlanda en reconeixement del seu càrrec. El Tánaiste actua en comptes del Taoiseach en la seva absència. En cas de la mort o incapacitat permanent del Taoiseach, el Tánaiste ocupa el seu càrrec fins que és nomenat un altre Taoiseach. El Tánaiste és membre ex officio del Consell d'Estat. El tánaiste participa en les reunions del govern en absència del Taoiseach i pot respondre preguntes en el seu nom al Dáil o Seanad.
A part d'aquestes funcions, el títol és en gran part honorífic, ja que la Constitució no confereix facultats addicionals al titular del departament. Sota un govern de coalició el càrrec és ocupat habitualment pel líder del segon partit. Recents titulars de càrrecs, com Michael McDowell, Mary Harney i Dick Spring, han estat líders dels partits més petits. El titular, Eamon Gilmore, és el líder del segon partit més gran al Dáil com a part d'un govern de coalició.

## Llista de titulars del càrrec
| N.   | Tánaiste        | Tánaiste            | Mandat                 | Mandat                 | Partit | Partit                | Altres càrrecs ministerials | Càrrecs ocupats amb posterioritat |
| ---- | --------------- | ------------------- | ---------------------- | ---------------------- | ------ | --------------------- | --- | --------------------------------- |
| 1    | Seán T. O'Kelly | Seán T. O'Kelly     | 29 de desembre de 1937 | 14 de juny de 1945     |        | Fianna Fáil           | Ministre de Govern Local i Salut Pública (1937–39) Ministre d'Educació (1939) Ministre de Finances (1939–45)                   | President d'Irlanda (1945–59)     |
| 2    |                 | Seán Lemass         | 14 de juny de 1945     | 18 de febrer de 1948   |        | Fianna Fáil           | Ministre de Subministraments (1945) Minisre d'Indústria i Comerç (1945–48)                                                     | Taoiseach (1959–66)               |
| 3    | Sense imatge    | William Norton      | 18 de febrer de 1948   | 13 de juny de 1951     |        | Labour Party          | Ministre de Benestar Social (1948–51)                                                                                          |                                   |
| (2)  |                 | Seán Lemass         | 13 de juny de 1951     | 2 de juny de 1954      |        | Fianna Fáil           | Ministre d'Indústria i Comerç (1951–54)                                                                                        | Taoiseach (1959–66)               |
| (3)  | Sense imatge    | William Norton      | 2 de juny de 1954      | 20 de març de 1957     |        | Labour Party          | Ministre d'Indústria i Comerç (1954–57)                                                                                        |                                   |
| (2)  |                 | Seán Lemass         | 20 de març de 1957     | 23 de juny de 1959     |        | Fianna Fáil           | Ministre d'Indústria i Comerç (1957–59)                                                                                        | Taoiseach (1959–66)               |
| 4    | Sense imatge    | Seán MacEntee       | 23 de juny de 1959     | 21 d'abril de 1965     |        | Fianna Fáil           | Ministre de Salut (1959–65) |                                   |
| 5    | Sense imatge    | Frank Aiken         | 21 d'abril de 1965     | 2 de juliol de 1969    |        | Fianna Fáil           | Ministre d'Afers Exteriors (1965–69)                                                                                           |                                   |
| 6    | Sense imatge    | Erskine H. Childers | 2 de juliol de 1969    | 14 de març de 1973     |        | Fianna Fáil           | Ministre de Salut (1969–73) | President d'Irlanda (1973–74)     |
| 7    | Sense imatge    | Brendan Corish      | 14 de març de 1973     | 5 de juliol de 1977    |        | Labour Party          | Ministre de Salut (1973–77) |                                   |
| 8    | Sense imatge    | George Colley       | 5 de juliol de 1977    | 30 de juny de 1981     |        | Fianna Fáil           | Ministre de Finances (1977–79) Ministre de Turisme i Transport (1979–80) Ministre d'Energia (1980–81)                          |                                   |
| 9    | Sense imatge    | Michael O'Leary     | 30 de juny de 1981     | 9 de març de 1982      |        | Labour Party          | Ministre d'Energia (1981–82)                                                                                                   |                                   |
| 10   | Sense imatge    | Ray MacSharry       | 9 de març de 1982      | 14 de desembre de 1982 |        | Fianna Fáil           | Ministre de Finances (1982) |                                   |
| 11   |                 | Dick Spring         | 14 de desembre de 1982 | 20 de gener de 1987    |        | Labour Party          | Ministre de Medi Ambient (1982–83) Ministre d'Energia (1983–87)                                                                |                                   |
| 12   | Sense imatge    | Peter Barry         | 20 de gener de 1987    | 10 de març de 1987     |        | Fine Gael             | Ministre d'Afers Exteriors (1987)                                                                                              |                                   |
| 13   | Sense imatge    | Brian Lenihan       | 10 de març de 1987     | 31 d'octubre de 1990   |        | Fianna Fáil           | Ministre d'Afers Exteriors (1987–89) Ministre de Defensa (1989–90)                                                             |                                   |
| 14   | Sense imatge    | John Wilson         | 13 de novembre de 1990 | 12 de gener de 1993    |        | Fianna Fáil           | Ministre de Marina (1990–1992) Ministre de Defensa (1992–93)                                                                   |                                   |
| (11) |                 | Dick Spring         | 12 de gener de 1993    | 17 de novembre de 1994 |        | Labour Party          | Ministre d'Afers Exteriors (1993–94)                                                                                           |                                   |
| 15   | Bertie Ahern    | Bertie Ahern        | 19 de novembre de 1994 | 15 de desembre de 1994 |        | Fianna Fáil           | Ministre de Finances (1994) | Taoiseach (1997–2008)             |
| (11) |                 | Dick Spring         | 15 de desembre de 1994 | 26 de juny de 1997     |        | Labour Party          | Ministre d'Afers Exteriors (1994–97)                                                                                           |                                   |
| 18   | Mary Harney     | Mary Harney         | 26 de juny de 1997     | 13 de setembre de 2006 |        | Progressive Democrats | Ministre d'Empresa, Comerç i Feina (1997–2004) Ministre de Salut i Infància (2004–06)                                          |                                   |
| 17   | Sense imatge    | Michael McDowell    | 13 de setembre de 2006 | 14 de juny de 2007     |        | Progressive Democrats | Ministre de Justícia, Igualtat i Reforma Legal (2002–07)                                                                       |                                   |
| 18   | Brian Cowen     | Brian Cowen         | 14 de juny de 2007     | 7 de maig de 2008      |        | Fianna Fáil           | Ministre de Finances (2007–08)                                                                                                 | Taoiseach (2008–2011)             |
| 19   | Mary Coughlan   | Mary Coughlan       | 7 de maig de 2008      | 9 de març de 2011      |        | Fianna Fáil           | Ministre d'Empresa, Comerç i Feina (2008–10) Ministre d'Educació i Capacitació (2010–11) Ministre de Salut and Children (2011) |                                   |
| 20   | Eamon Gilmore   | Eamon Gilmore       | 9 de març de 2011      | 4 de juliol de 2014    |        | Labour Party          | Ministre d'Afers Exteriors i Comerç (2011–14)                                                                                  |                                   |
| 21   |                 | Joan Burton         | 4 de juliol de 2014    | 6 de maig de 2016      |        | Labour Party          | Ministre de Protecció Social (2014–2016)                                                                                       |                                   |
| 24   |                 | Frances Fitzgerald  | 6 de maig de 2016      | 28 novembre de 2017    |        | Fine Gael             | Ministre de Justícia i Igualtat (2014–2017)                                                                                    |                                   |
| 25   |                 | Simon Coveney       | 30 de novembre de 2017 | 27 de juny de 2020     |        | Fine Gael             | Ministre d'Afers Exteriors i Comerç                                                                                            |                                   |
| 26   |                 | Leo Varadkar        | 27 de juny de 2020     | 17 de desembre de 2022 |        | Fine Gael             | Ministre de Treball, Empresa i Innovació                                                                                       |                                   |
| 27   |                 | Micheál Martin      | 17 de desembre de 2022 | Actualitat             |        | Fianna Fáil           | Ministre d'Afers Exteriors i Comerç (2022–present) Ministre de Defensa (2022–present) Taoiseach (2020−2022)                    |                                   |